# Justyna Kowalczyk
Justyna Maria Kowalczyk-Tekieli (født 19. januar 1983 i Limanowa) er en polsk tidligere langrendløber, som løb for Team Santander og AZS AWF Katowice. Hun har vundet to guldmedaljer ved VM og to guldmedaljer ved vinter-OL, og hun har vundet World Cup i langrend fire gange og Tour de Ski sammenlagt fire gange.

## Karriere
Justyna Kowalczyk stillede første gang op i World Cup 9. december 2001 i Cogne.
Ved VM i 2005 i Oberstdorf fik hun en fjerdeplads på 30 km klassisk, men blev siden diskvalificeret efter at have afgivet en positiv dopingprøve i en tidligere konkurrence. I prøverne blev det fundet deksametason, som er et syntetisk glukokortikoid. Hun blev udelukket i to år, men udelukkelsen blev senere ophævet af Sportens voldgiftsret, således at hun kunne stille op ved vinter-OL i Torino i 2006.
Ved OL i 2006 tog hun bronzemedaljen i 30 km fristil efter tjekkiske Kateřina Neumannová, der fik guld, og ukrainske Julija Tjepalova. Hendes medalje var Polens første OL-medalje i langrend på kvindesiden nogensinde. Kowalczyk vandt sin første World Cup sejr i 10 km klassisk i Otepää den 27. januar 2007. I sæsonen 2007-2008 gjorde hun store fremskridt og tog sin anden World Cup-sejr, på 15 km dobbelt jagtstart i Canmore den 22. januar 2008. Hun opnåede flere andre podieplaceringer og blev nummer tre i den samlede World Cup.
Kowalczyk tog sin tredje World Cup-sejr i 15 km dobbelt jagtstart i Vancouver den 17. januar 2009, før hun tog sin fjerde i 10 km klassisk i Otepää den 24. januar. Hun vandt det sidste løb før VM, 10 km klassisk i Val di Dentro, og ved VM tog hun guld i 30 km fristil, fællesstart og 15 km dobbelt jagtstart, samt bronze på 10 km klassisk.
Hun fortsatte med at dominere World Cup'en efter VM og vandt 10 km fristil i Lahti med næsten et halvt minut ned til nordmændene Charlotte Kalla og Marthe Kristoffersen. Kowalczyk vandt den samlede World Cup 2008-2009 foran slovenske Petra Majdič.
I sæsonen 2009-2010 fik Kowalczyk seks World Cup-sejre, blandt andet vandt hun Tour de Ski, og hun vandt igen den samlede World Cup. Ved vinter-OL 2010 i Vancouver fik hun sølv i klassisk sprint efter Marit Bjørgen, mens Petra Majdič fik bronze. På den afsluttende 30 km klassisk var der efter 20 km fortsat en større gruppe samlet i spidsen, men efter skift af ski trak Kowalczyk og den tredobbelte guldvinder Marit Bjørgen fra, og efter at Bjørgen havde forsøgt at trække fra, lykkedes det polakken at komme tilbage og sikre sig guldet i en spurt, hvor Bjørgen var blot 0,3 sekund efter; et minut efter fik finske Aino-Kaisa Saarinen bronze. I 15 km skiathlon kunne ingen følge med Bjørgen, der vandt med over et minut foran de næste. Sølvet gik til svenske Anna Haag, og Kowalczyk sikrede sig bronzen blot en fodlængde foran Kristin Størmer Steira fra Norge.
Kowalczyk vandt den samlede World Cup for tredje gang i træk i sæsonen 2010-2011 efter ni andenpladser. I Tour de Ski vandt Kowalczyk klart sammenlagt efter at have vundet fire af de otte etaper.  Ved VM 2011 blev det til to sølv- og to bronzemedaljer.
Hun vandt igen Tour de Ski 2011-2012 sammenlagt efter at have vundet de tre første og den ottende etape. I den afgørende etape op ad slalombakken i Val din Fiemme besejrede hun sin evige konkurrent Marit Bjørgen med 28 sekunder. Hun blev nummer to sammenlagt i World Cup i langrend 2011-2012.
I sæsonen 2012-2013 vandt hun Tour de Ski for fjerde gang i træk og World Cup for fjerde gang på fem sæsoner.
Sæsonen 2013-2014 startede med sejre for Kowalczyk i de to første etaper i «mini-touren» i Kuusamo. Kowalczyk vandt det efterfølgende løb i Lillehammer og det sidste løb før jul, sprint klassisk i Asiago. Kowalczyk deltog ikke i Tour de Ski 2013-2014. På grund af snemangel i Oberhof blev det klassiske skiløb som skulle været arrangeret 29. december erstattet med en sprintetape i fristil. Kowalczyk trak sig fra løbet i protest, da hun mente der var for få klassiske skiløb i touren.
Ved vinter-OL 2014 i Sotji vandt Kowalczyk guld i 10 km klassisk stil, hvor Charlotte Kalla fik sølv og norske Therese Johaug bronze. Ud over dette opnåede hun tre topti-placeringer ved dette OL.
I VM 2015 i Falun blev hun nummer fire på i klassisk sprint, og hun vandt bronze i holdsprinten, hvor hun sammen med Sylwia Jaśkowiec udgjorde det polske hold. Hun blev nummer 17 i 30 km klassisk. Kowalczyk vandt Vasaløbet 2015.
I Tour de Ski 2016 endte hun på en 23.-plads sammenlagt, med en 14.-plads i Oberstdorf som bedste enkeltresultat.
Hun var med ved vinter-OL 2018, men opnåede sekundære placeringer; bedste resultat var en syvendeplads i holdsprinten sammen med Sylwia Jaśkowiec. Efter at have vundet det polske mesterskab i 15 km klassisk senere i 2017-2018-sæsonen annoncerede Kowalczyk, at hun indstillede sin aktive karriere.

## Eksterne links
- Justyna Kowalczyks opslag i Munzinger Sportsarchiv (tysk)
- Justyna Kowalczyks profil på Olympics.com (engelsk)
- Justyna Kowalczyks profil på Olympic.org (arkiveret) (engelsk)
- Justyna Kowalczyks profil på Sports-Reference OL-resultater (arkiveret) (engelsk)
- Justyna Kowalczyks profil på Olympedia (engelsk)
- Justyna Kowalczyks profil hos FIS (Langrend) (engelsk)
- Justyna Kowalczyk officielle hjemmeside
- Justyna Kowalczyk uofficiel netside på engelsk og svensk